# Курсегуль (кантон)
Курсегу́ль (фр. Coursegoules) — упразднённый кантон во Франции, в регионе Прованс — Альпы — Лазурный Берег, департамент Приморские Альпы. Входил в состав округа Грас. Код INSEE кантона — 06 08.
До марта 2015 года в состав кантона Курсегуль входило 8 коммун, административный центр располагался в коммуне Курсегуль.

## Состав кантона
| Коммуна          | Население, чел. (1999) | Почтовый индекс | Код INSEE |
| ---------------- | ---------------------- | --------------- | --------- |
| Безодён-лез-Альп | 143                    | 06510           | 06017     |
| Буйон            | 352                    | 06510           | 06022     |
| Греольер         | 455                    | 06620           | 06070     |
| Консегюд         | 63                     | 06510           | 06047     |
| Курсегуль        | 322                    | 06140           | 06050     |
| Ле-Фер           | 59                     | 06510           | 06061     |
| Рокестерон-Грас  | 65                     | 06910           | 06107     |
| Сипьер           | 269                    | 06620           | 06041     |

## Население
Население кантона на 2007 год составляло 2 181 человек.
| 1962 | 1968 | 1975 | 1982 | 1990 | 1999  | 2006 | 2007  | 2008 |
| ---- | ---- | ---- | ---- | ---- | ----- | ---- | ----- | ---- |
| —    | —    | —    | —    | —    | 1 728 | —    | 2 181 | —    |

По закону от 17 мая 2013 и декрету от 24 февраля 2014 года количество кантонов в департаменте Приморские Альпы уменьшилось с 52-х до 27-ми. Новое территориальное деление департаментов на кантоны вступило в силу во время выборов 2015 года. После реформы кантон был упразднён. Коммуны Безодён-лез-Альп, Буйон, Консегюд, Курсегуль, Ле-Фер, Рокестерон-Грас переданы с состав кантона Ванс (округ Грас), а коммуны Греольер и Сипьер переданы в состав вновь созданного кантона Вальбонн (округ Грас).